# Sabalan
El [monte] Savalan (en persa: سبلان‎ [sæbæ'lɒːn], Savalan) es un estratovolcán inactivo en la cordillera del Cáucaso Menor y la provincia de Ardebil del noroeste de Irán. Con 4811 metros de altitud, es la tercera montaña más alta de Irán. Tiene un lago de cráter permanente formado en su cima. En una de sus laderas, a unos 3600 m, hay grandes formaciones rocosas de afloramientos volcánicos erosionados que se asemejan a animales, aves e insectos. 

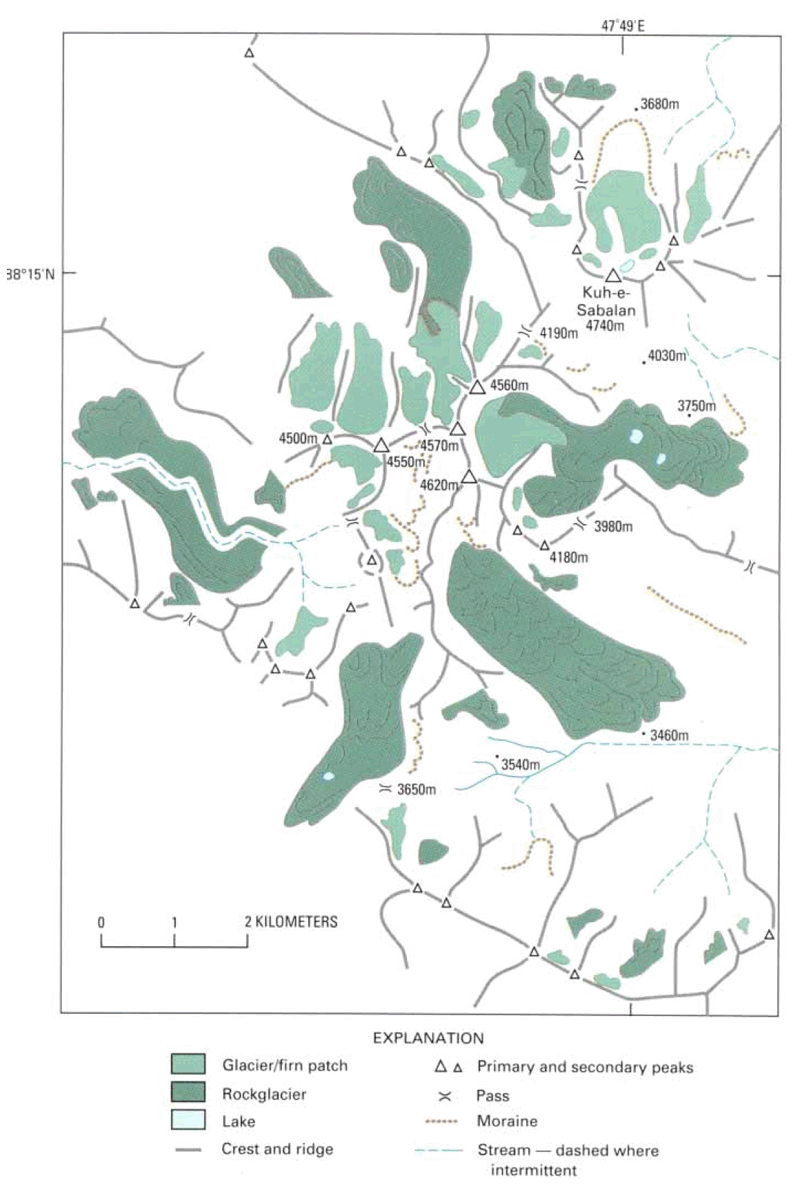
Mapa de la región de la cumbre y los glaciares de Savalan.

## Monte Savalan
Situado en el extremo noroeste de Irán, Savalan es el tercer pico más alto del país después del Damavand y del Alam Kuh. También es ligeramente más alto que el Mont Blanc en los Alpes. La montaña ofrece muchas atracciones durante todo el año. En sus laderas, el agua mineral de los manantiales atrae cada año a un gran número de turistas, muchos de los cuales tienen fe en las propiedades curativas atribuidas a los manantiales. Los nómadas de la zona vive en pequeños pueblos, con sus tiendas redondas "yurt" que atraen al turismo. Savalan cuenta con una estación de esquí (Alvares) y diferentes zonas turísticas como el balneario de Sarein. La montaña es conocida por sus bellas vistas, incluyendo el desfiladero de Shirvan, donde pocos escaladores se aventuran. 

## Lugar sagrado
Según algunas creencias, el monte Savalan fue el lugar donde Zoroastro meditó durante algunos años, por lo que el monte Savalan es uno de los lugares sagrados importantes en el zoroastrismo. Según las creencias nómadas, cuando toda la nieve de Savalan se derrita, llegará el fin de los tiempos. 

## Geología
Savalan es un gran estratovolcán de andesita en Meshgin Shahr, en la provincia de Ardebil, en Irán. Es el segundo volcán más alto después del monte Damavand. El volcán es bastante antiguo. Sus primeras erupciones ocurrieron en el Eoceno y más tarde en el Mioceno. Pero el principal vulcanismo ocurrió en el Plioceno y el Pleistoceno ya que algunas de sus rocas han sido datadas en 5-1,4 millones de años. Algunas referencias afirman que la actividad volcánica continuó en el Holoceno, hace menos de 10 000 años. 
La región de la cumbre tiene varios picos que superan los  4500 m, principalmente a lo largo de una cresta de tendencia suroeste-noreste. El punto más alto de 4811 m se encuentra en el extremo noreste de la cresta. 
La montaña se encuentra en un clima continental con veranos cálidos y secos e inviernos extremadamente fríos y nevados. Las precipitaciones caen principalmente en forma de nieve a finales de otoño, invierno y primavera, y son suficientes para sostener siete glaciares cerca de la cumbre por encima de los 4000 m. El mayor de ellos tenía más de 1,5 kilómetros de longitud en la década de 1970. También hay extensos glaciares de roca, varios de los cuales tienen más de 3 km de longitud. 

## Alpinismo
La superficie de escalada incluye rocas de varios tamaños (Clase 2 de scrambling), y se requiere un grado moderado de aptitud física para escalarla. La escalada desde el campo base comienza fácil, se convierte en un reto a mitad de camino, y luego se suaviza en el gradiente cerca de la cima. El lago en la cima permanece congelado excepto por unas cuatro semanas desde mediados de julio a principios de agosto. 
Algunos escaladores empiezan llegando a las aguas termales de Meshgin Shahr, donde comienzan su escalada. Esta escalada dura unos dos días, llegando al campo base el primer día. Otros toman un taxi al campo base temprano en la mañana, y suben la montaña en un día. En 2006, se habló de mejorar el camino al campo base. Si esto se hace, un coche normal debería poder llegar al campo base durante la temporada de escalada. El camino pasa por múltiples campamentos nómadas de pastores. 
Pueden ser aconsejables uno o dos días de aclimatación en Teherán o Ardabil. El montañismo ha sido muy popular entre los jóvenes de Irán. Un viernes durante la temporada de escalada (de finales de junio a mediados de agosto), se pueden encontrar cientos de personas en la montaña. También se pueden encontrar guías en Ardabil. En Ardabil o en Teherán se puede comprar el equipo de escalada adecuado. 

## Alrededores
El área alrededor de Savalan, particularmente cerca de Meshkin y Dasht-eh Moghan, produce grandes cantidades de grano, incluido trigo. Debido al microclima producido por la montaña, Ardabil permanece agradablemente fresco en los veranos. 
Hay numerosos manantiales de agua caliente alrededor de las laderas de Savalan, con una concentración principal dentro del condado de Sareyn. 
Hay pistas de esquí, con nieve incluso en verano. Una estación de esquí llamada "Alvares" está a una hora en coche de Sareyn, en la cresta sur de Savalan. 

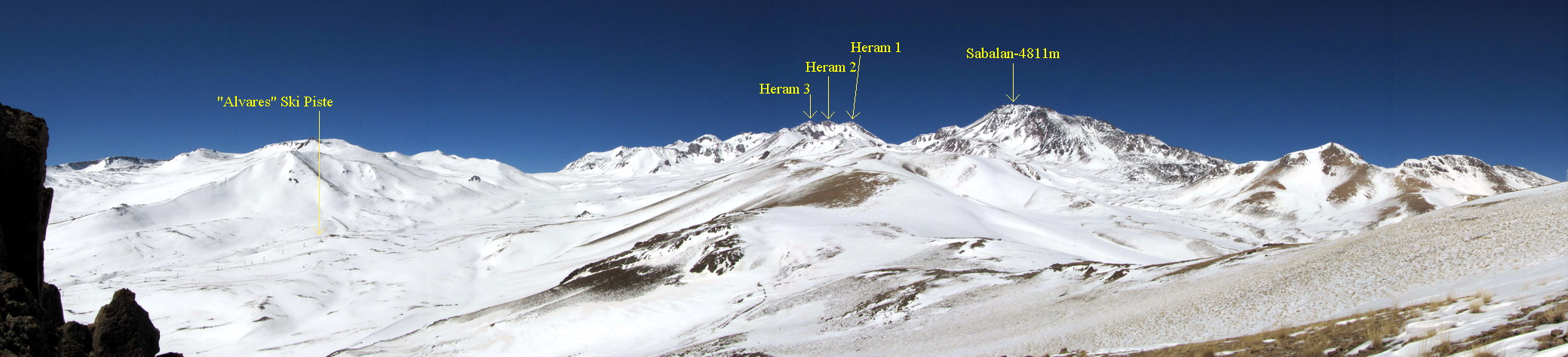
Pista de esquí del Monte Savalan y Alvares vista desde el sur

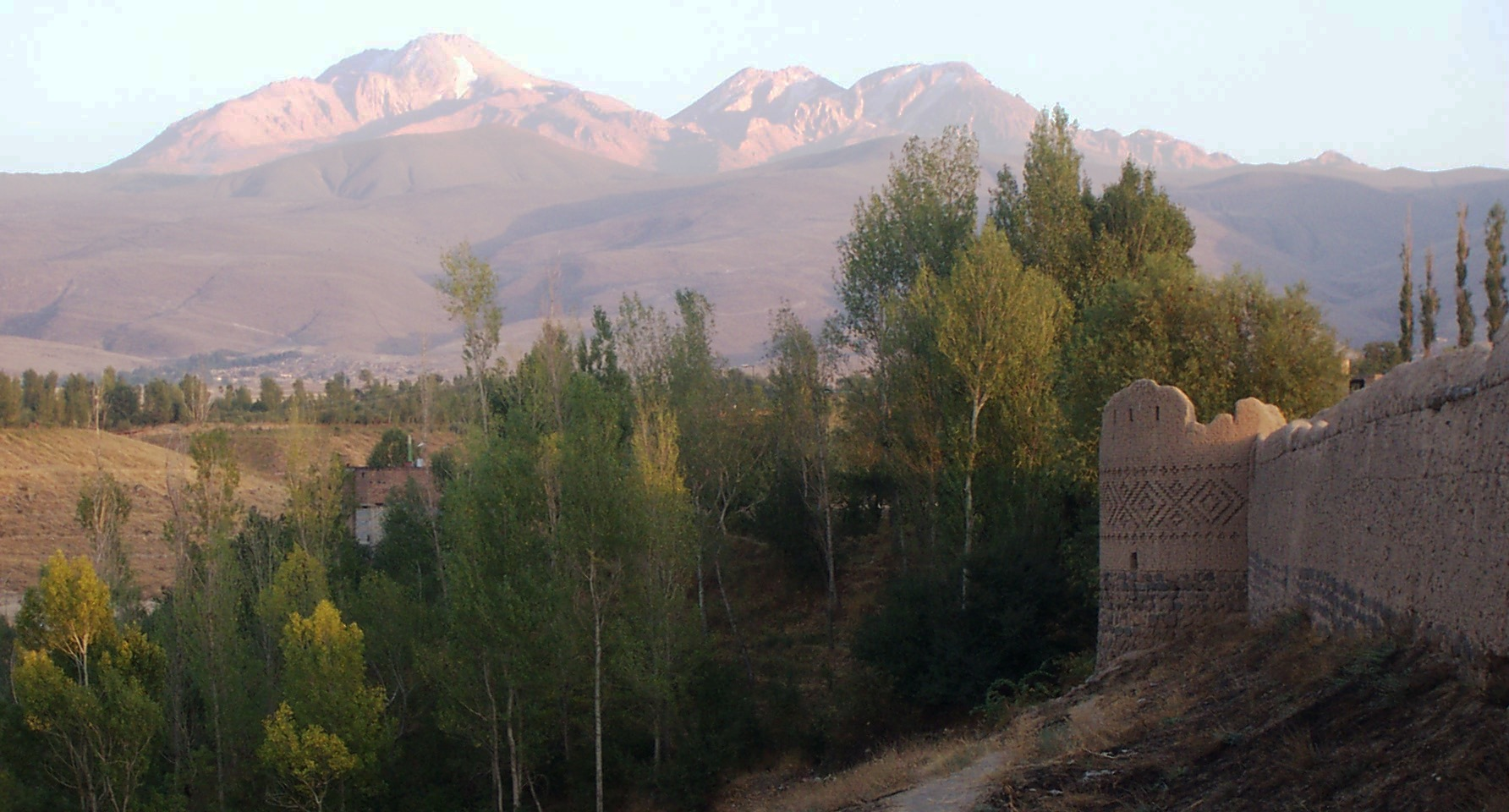
Castillo Arshoq en Meshgin Shahr en primer plano, Savalan en segundo plano.
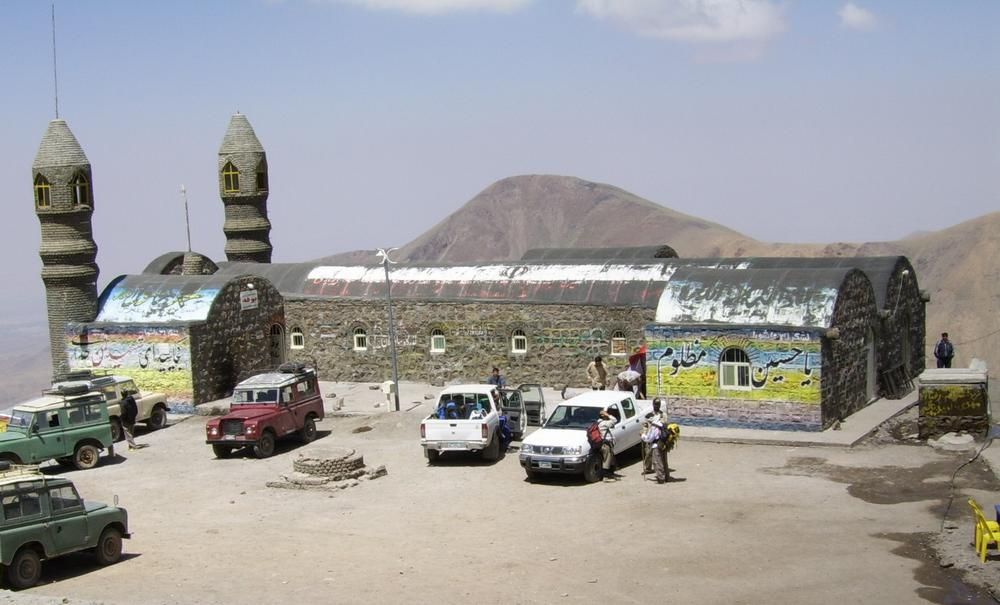
Refugio en Savalan a 3600 m
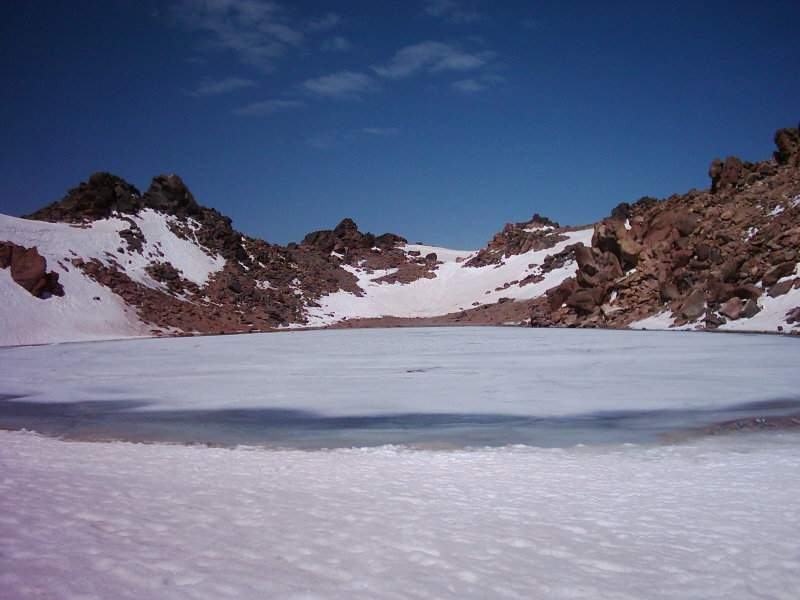
Lago del cráter de Savalan
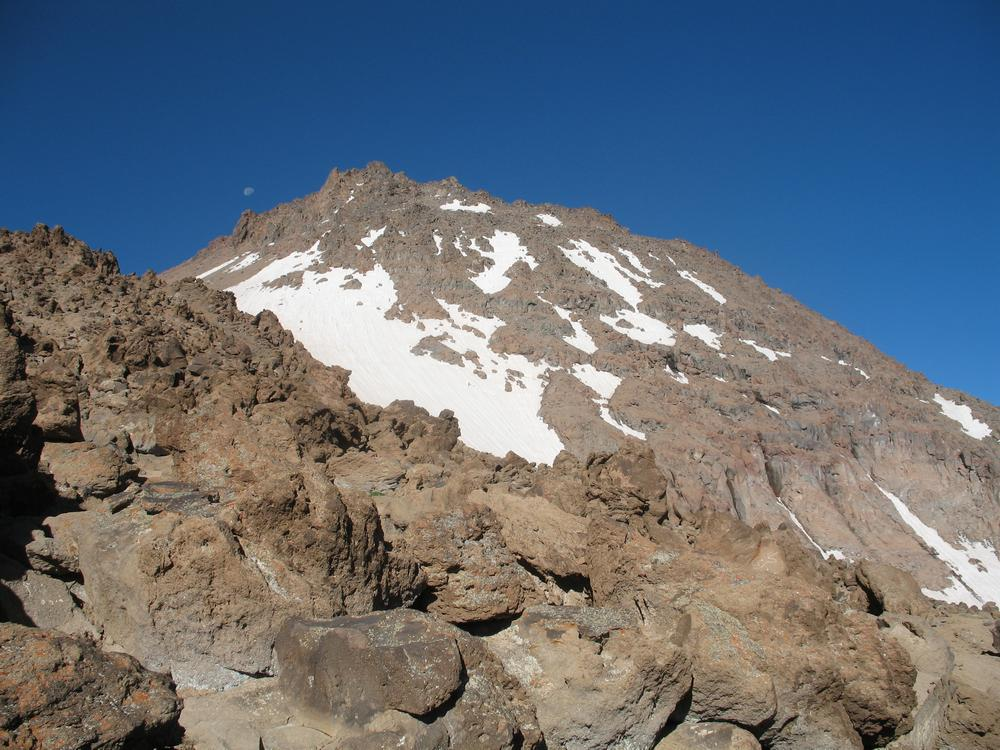
Paisaje de Savalan a 4100 m
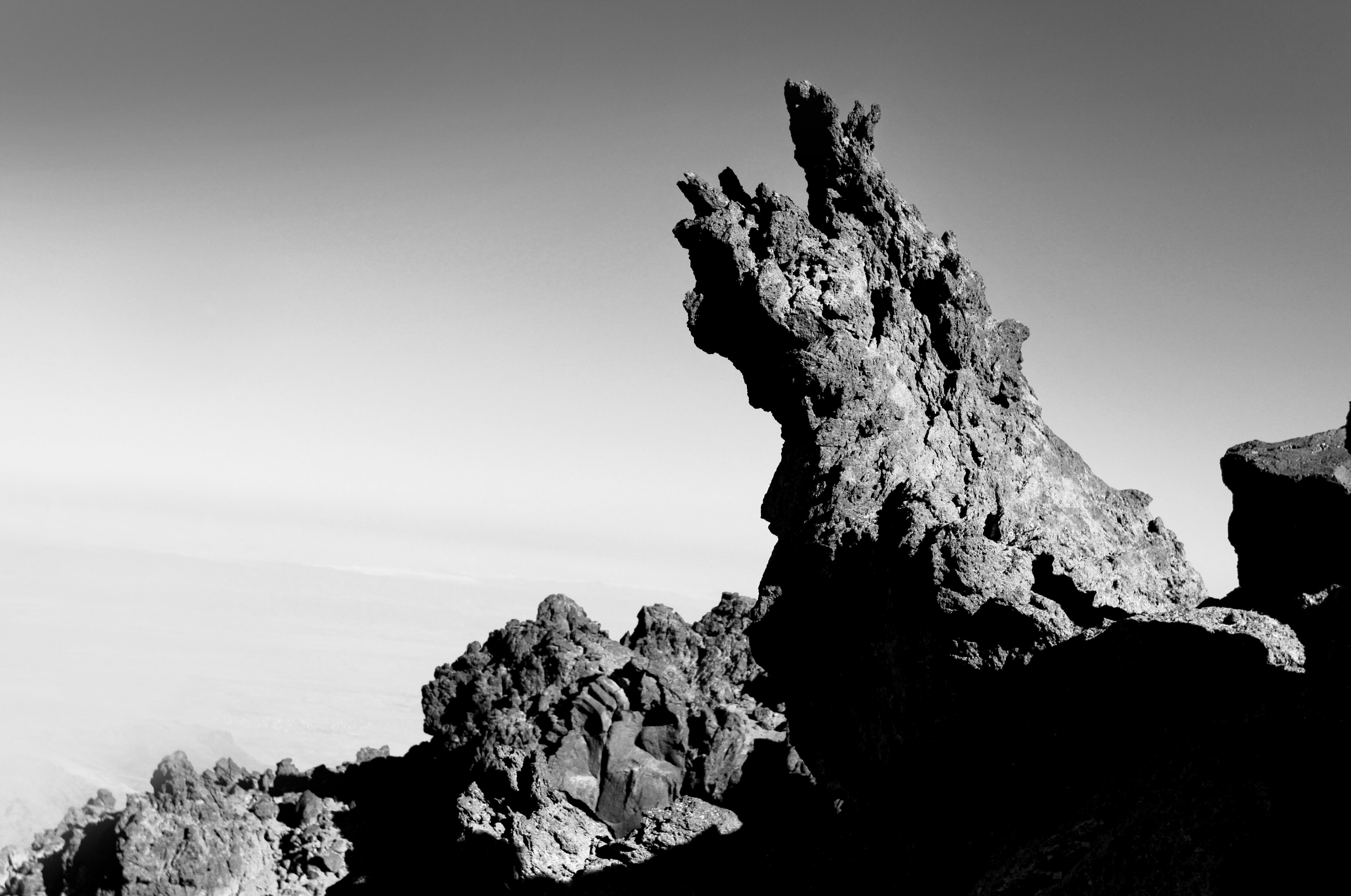
Roca ígnea, Sr. Savalan